# Aceraius oculidens
Aceraius oculidens es una especie de coleóptero de la familia Passalidae.

## Distribución geográfica
Habita en Borneo y Sumatra (Indonesia).